# 马尼乌斯·库里乌斯·登塔图斯
马尼乌斯·库里乌斯·登塔图斯（Manius Curius Dentatus，？—前270年），古罗马军事活动家和政治家，曾4次当选为执政官（前290年，前284年，前275年和前274年），一次当选为监察官（前272年）。他因领导罗马军队取得第三次萨莫奈战争的胜利而名垂史册。
库里乌斯·登塔图斯出身于平民氏族。据老普林尼记载，他生下来就有牙，因此得到“登塔图斯”（意为“有牙的”）这个绰号作为其家族的第三名。
库里乌斯·登塔图斯可谓常胜将军。他在前290年第一次执政，并于当年决定性地打败了反抗罗马的萨莫奈人及其盟友萨宾人，从而结束了第三次萨莫奈战争（前298年至前290年）。这次战争是罗马统一全意大利过程中的重要事件之一。经过此役，罗马人控制了从波河到卢卡尼亚之间的全部土地。根据某些史料，库里乌斯·登塔图斯因为这次战役的胜利而得到了两次凯旋式（一次为战胜萨莫奈人，一次为战胜萨宾人）。前284年执政官卢基乌斯·卡埃基利乌斯·梅特鲁斯·登特尔在与高卢人（他们因为畏惧罗马的威胁而支持萨莫奈人）的战斗中阵亡，库里乌斯·登塔图斯成为补任执政官，并迅速打败了高卢人。前275年他第三次任执政官，在贝内文托战役中挫败了前来支援南意大利各希腊城邦的伊庇鲁斯国王皮洛士，迫使后者离开意大利。此役使他获得广大罗马人民的拥护。在前274年最后一个执政官任内，他打败了卢卡尼人。
在内政方面，库里乌斯·登塔图斯以廉洁和简朴著称。他曾经负责部分排干维利努斯湖的工作（前289年），并在前272年任监察官时领导修建罗马的第二条水道。

## 资料来源
- 李维、波利比阿、普卢塔克等人的著作

| 前任： 卢基乌斯·波斯图米乌斯·梅格鲁斯 & 盖乌斯·尤尼乌斯·布布尔库斯·布鲁图 | 罗马执政官 前290年 与普布利乌斯·科尔内利乌斯·鲁菲努斯共职 | 繼任： 马尔库斯·瓦莱里乌斯·马克西姆斯·科尔维努斯 & 昆图斯·卡埃迪基乌斯·诺克图阿     |
| 前任： 卢基乌斯·卡埃基利乌斯·梅特鲁斯·登特尔 & 盖乌斯·塞尔维利乌斯·图克卡 | 罗马执政官 前284年 与盖乌斯·塞尔维利乌斯·图克卡共职       | 繼任： 普布利乌斯·科尔内利乌斯·多拉贝拉 & 克奈乌斯·多米蒂乌斯·卡尔维努斯·马克西姆斯 |
| 前任： 昆图斯·费边·马克西姆斯·古尔格斯 & 盖乌斯·格努基乌斯·克莱普西纳     | 罗马执政官 前275年 与卢基乌斯·科尔内利乌斯·莱恩图卢斯共职 | 繼任： 连任 & 塞尔维乌斯·科尔内利乌斯·梅伦达                                        |
| 前任： 续任 & 卢基乌斯·科尔内利乌斯·莱恩图卢斯                            | 罗马执政官 前274年 与塞尔维乌斯·科尔内利乌斯·梅伦达共职   | 繼任： 盖乌斯·费边·多尔索·李锡尼 & 盖乌斯·克劳狄·卡尼纳                             |